# Jours étranges
 (octobre 2022).
Albums de Damien Saez
God blesse
(2001)
Singles
Jours étranges est le premier album de Damien Saez, sorti le 25 octobre 1999. Il est certifié double disque d'or en 2001. Son premier single, Jeune et Con, est rapidement diffusé sur plusieurs radios et le révèle auprès du grand public (ce qui lui vaudra une nomination en tant que "Révélation de l'année" aux Victoires de la musique en 2001). L'album s'est classé à la 22e place des charts en France.
Jours étranges est aussi le nom du second album des Doors (Strange Days), ce qui peut apparaître comme un hommage au célèbre quatuor de Los Angeles.

## L'album

### Pochette
L'image de la pochette de l'album a été prise par la photographe Laure Maud. La photo représente un double paysage à l'image d'une carte à jouer, avec sur la partie supérieure Saez apparaissant de dos soulevant légèrement son chapeau de la tête, sur fond d'un ciel blanc. Sur la partie inférieure de la pochette, on observe un paysage herbacé sur un fond de ciel orageux. Pour la 4e de couverture de l'album, la pochette est inversée mais sans Damien Saez.

### Sonorités
C'est un album majoritairement rock, aux sonorités pop et électro, mais qui contient également quelques morceaux de styles différents, tels que des ballades mélancoliques, et même du jazz avec une reprise de My Funny Valentine

### Titres
Toutes les chansons sont écrites et composées par Damien Saez.
| 1.    | Jeune et Con        | 3:52 |
| 2.    | Sauver cette étoile | 5:02 |
| 3.    | Jours étranges      | 5:19 |
| 4.    | J'veux m'en aller   | 6:24 |
| 5.    | Hallelujah          | 4:09 |
| 6.    | Crépuscule          | 5:09 |
| 7.    | Soleil 2000         | 5:12 |
| 8.    | Amandine II         | 3:31 |
| 9.    | Rock'n'Roll Star    | 3:53 |
| 10.   | My Funny Valentine  | 4:21 |
| 11.   | Montée là-haut      | 6:06 |
| 12.   | Petit Prince        | 3:04 |
| 55:45 |                     |      |

### Singles
- Jeune et Con (avril 2000)
- Sauver cette étoile (2000)

## Crédits artistiques
| - Chant, guitare, piano : Damien Saez - Basse, claviers : Marcus Bell - Batterie : Jean-Daniel Glorioso - Guitares additionnelles : Laurence Ford et Mark Long - Éditions : De Fil en Aiguille sauf My favorite valentine aux éditions Chappell Co Inc. - Arrangements cordes : Kersi Lord | - Mixage : Marcus Bell, Jean Daniel Glorioso et Ron St Germain - Masterisation : Tim Young - Ingénieur du son : Yvan Bing - Producteurs : Marcus Bell et Jean-Daniel Gloriso pour FLAM - Enregistré aux Studios de la Seine, Studios Gang et Plus XXX à Paris - Photographie : Laure Maud |